# Schelle (België)

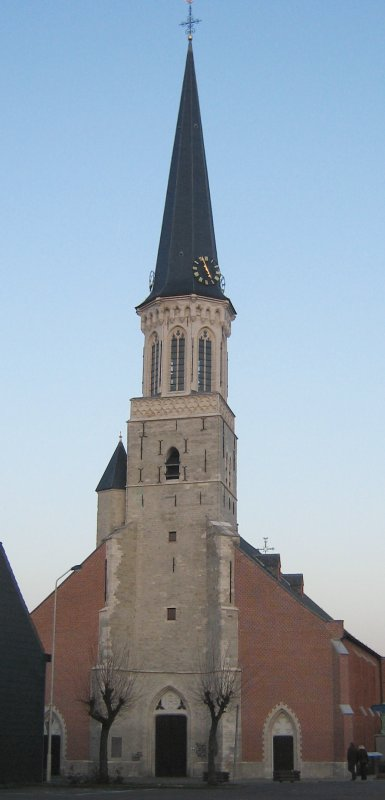
Sint-Petrus en Pauluskerk

Schelle is een plaats en gemeente in de Belgische provincie Antwerpen. De gemeente Schelle had op 1 januari 2025 8.682 inwoners op een oppervlakte van 783 ha. Het dorp ligt aan de Schelde, nabij de monding van de Rupel en wordt voorts begrensd door de Benedenvliet (Grote Struisbeek) in het noorden en de Wullebeek in het zuiden. Schelle behoort tot het kieskanton en het gerechtelijk kanton Boom.

## Toponymie
De oorsprong van de naam 'Schelle' is onlosmakelijk verbonden met de Schelde. Vanuit een geschrift uit de 8ste eeuw kunnen we lezen: “bij hetzelve maken zij aan hunnen vierden zoon Rodulphus hetgeen zij bezaten in Scelleburt’. Scelleburt of Scheldeboord zou de vroegste benaming zijn van het latere ‘Schelle’. Het geschrift gaat ook verder door op de locatie, waarbij deze verwijst naar een plek binnen Toxandrië. De benaming Toxandrië komt van de eerdere melding waarbij Plinius de Oudere in de 1e eeuw een Germaans volk de ‘Texuandri’ bedoelde, wat “achter de Schelde” betekent. Vele suggereren dat Schelle haar naam te danken heeft aan de Schelde of haar oudste benaming ‘Scaldis’. Het Oudfries voor het woord ‘grens’ was dan ook ‘Scalda’, wat meteen ook refereert naar de Schelde die effectief een historische grens was. Het Zweeds werkwoord voor ‘scheiden’ is dan weer ‘Skilja’, in het Noors spreekt men van ‘Skille’. Ook kan het gelinkt worden aan het Friese ‘Skelle’, wat ‘bel’ betekent.

## Geschiedenis
De plaats Schelle ontstond omstreeks 837 in het land van Kontich en behoorde zodoende tot de eigendommen van de abdij van Lobbes. In 1136 of 1147 werd de parochie afgestaan aan het kapittel van Sint-Rombouts te Mechelen, op burgerlijk gebied bleef het echter tot de 15e eeuw deel uitmaken van Kontich.
Vervolgens ging het dorp over in de handen van de Berthouts en ging het deel uitmaken van het land van Mechelen. Tussen 1462 en 1505 komt Schelle in handen van de hertogen van Brabant. Onder dit bestuur werd het dorp in 1487 geteisterd door een zware brand. Na de Brabantse periode ging Schelle deel uitmaken van de eigendommen van de familie Sanders (13e tot 15e eeuw), familie van Berchem (16e eeuw), Garnier (einde 16e eeuw), Clarisse (begin 17e eeuw), Suys (17e eeuw), Gansacker (17e eeuw tot midden 18e eeuw), Libotton (18e eeuw) en P. van Brouckhoven, graaf van Bergeyck (eveneens 18e eeuw).

## Geografie

### Hydrografie
De gemeente heeft met de Schelde, de Rupel, de Benedenvliet (Grote Struisbeek), de Maeyebeek en de Wullebeek een zeer uitgebreide hydrografie. Al deze waterlopen behoren tot het Benedenscheldebekken. De Benedenvliet, met aan de linkeroever de twee visvijvers en het Park van Schelle, is een bevaarbare waterloop die beheerd wordt door de VMM en die, sinds 1900 vanaf het centrum van Schelle tot het industriegebied van Hemiksem gekanaliseerd, de gemeentegrens vormt tussen Hemiksem (waar ze uitmondt in de Schelde) en Schelle. Vanaf de (vervallen) gebouwen van de "Molens van Hemiksem" aan de N148 en verder stroomopwaarts tot aan het Waterslot Cleydael in Aartselaar wordt deze waterloop de Bovenvliet genoemd.
Van oudsher was de Benedenvliet (niet te verwarren met de Vliet die uitmondt in de Rupel) een brede, voor de scheepvaart belangrijke waterloop met getijdenwerking (van de Schelde) tot aan het kasteel Cleydael in Aartselaar. Getuige daarvan is onder meer het schilderij ‘Jaarlijkse inwijdingsfeest van de Petrus en Pauluskerk in Schelle’ van Jan Brueghel de Oude (1568 - 1625) uit 1614 dat het decor schetst van de drukke bedrijvigheid op en rond de Benedenvliet. Na de overstroming van Ruisbroek in 1976 werd gestart met de realisatie van het eerste Sigmaplan. Eén van de projecten was het afsluiten van de Benedenvliet van de getijden in de Schelde, binnendijks werd een wachtbekken aangelegd.

### Kernen
Schelle heeft geen deelgemeenten. Het dorp is door lintbebouwing en verkavelingen aaneengegroeid met Hemiksem in het noorden en Niel in het zuiden. De andere buurgemeenten zijn Aartselaar in het oosten, Bornem in het zuiden (aan de overkant van de Rupel) en Kruibeke in het westen (aan de overkant van de Schelde).

### Gehuchten
Schelle kent enkele historische gehuchten waaronder de Mikman, Laarhoek, Boerenhoek, Willehoek en Wittegevel. Mikman komt verder van de Y-vormige spaak (een mik) waar mensen gedurende de middeleeuwen werden opgehangen met een doodstrijd tot gevolg. De man die deze verhanging deed werd ook wel de 'mikman' genoemd. De Laarhoek is vernoemd naar het Kasteel Laarhof, vernoemd naar een Antwerpse schepen: Jan van Laere. De 'boerenhoek' verwijst naar de omgeving rond de tuinlei en de steenwinkelstraat waar oorspronkelijk zeer veel boerderijen waren. Het gehucht 'wittegevel' komt voort van de wittegevelstraat waar de huizen vroeger allemaal een witte gevel hadden. Ook was er een klein gehucht, gevormd aan de huidige Biesaerdeweg, het gehucht: Willehoek. Hier zouden gedurende de middeleeuwen enkele huizen, boerderijen en zelfs een kleine kerk of kapel gestaan hebben en was op die manier afgesloten van het dorpscentrum. Het gehucht Willehoek heeft haar naam ongetwijfeld te danken aan de 'Wullebeek', die pal naast het gehucht liep.

### Aangrenzende gemeenten
| Aangrenzende gemeenten | Aangrenzende gemeenten | Aangrenzende gemeenten | Aangrenzende gemeenten | Aangrenzende gemeenten |
| ---------------------- | ---------------------- | ---------------------- | ---------------------- | ---------------------- |
| Kruibeke               |                        | Hemiksem               |                        |                        |
|                        |                        |                        |                        |                        |
|                        | Aartselaar             |                        |                        |                        |
|                        |                        |                        |                        |                        |
| Bornem                 |                        | Niel                   |                        | Rumst                  |

## Economie
- De hoofdzetel en opnamestudio's van Studio 100 zijn in Schelle gevestigd.
- De site van Interescaut, in de volksmond ‘den Escaut’ - was een kolencentrale die functioneerde van 1930-2000 en een vermogen van 500 MW leverde. Met haar vijf torenhoge schouwen beheerste de centrale tientallen jaren de skyline en maakte het van Schelle het knooppunt in het Belgische hoogspanningsnet. In 1934 had Interescault de grootste productie-eenheid van Europa. Omdat de centrale totaal verouderd was, werd traditionele elektriciteitsproductie in 2000 stopgezet en werd een windmolenpark aangelegd. In 2016 werden de gebouwen en het terrein van de centrale door Electrabel verkocht aan NV Waterfront Schelle.[2]
- Aan de A12 ligt het retail park A12 Shopping Center.
- Tot de uitvoering van het Sigmaplan was de Benedenvliet tijdgebonden en veel breder en dus een geschikte locatie voor de scheepsbouw. Vanaf 1928 tot de jaren '70 kende scheepswerf Jacobs en Kinderen als nautisch knooppunt een grote bloei. Zij begonnen met de herstelling van kleine binnenvaartschepen maar schakelden later over op grotere schepen tot 300 ton. Tijdens WO II werden er zelfs 2 landingsschepen voor de Nazi-Duitse Kriegsmarine gebouwd. Een jaar na de fusie met Scheepwerven Sint-Pieter uit Hemiksem in 1982, werd ze failliet verklaard, waarna de scheepswerf in Schelle ontmanteld en afgebroken werd.[3]

## Bezienswaardigheden

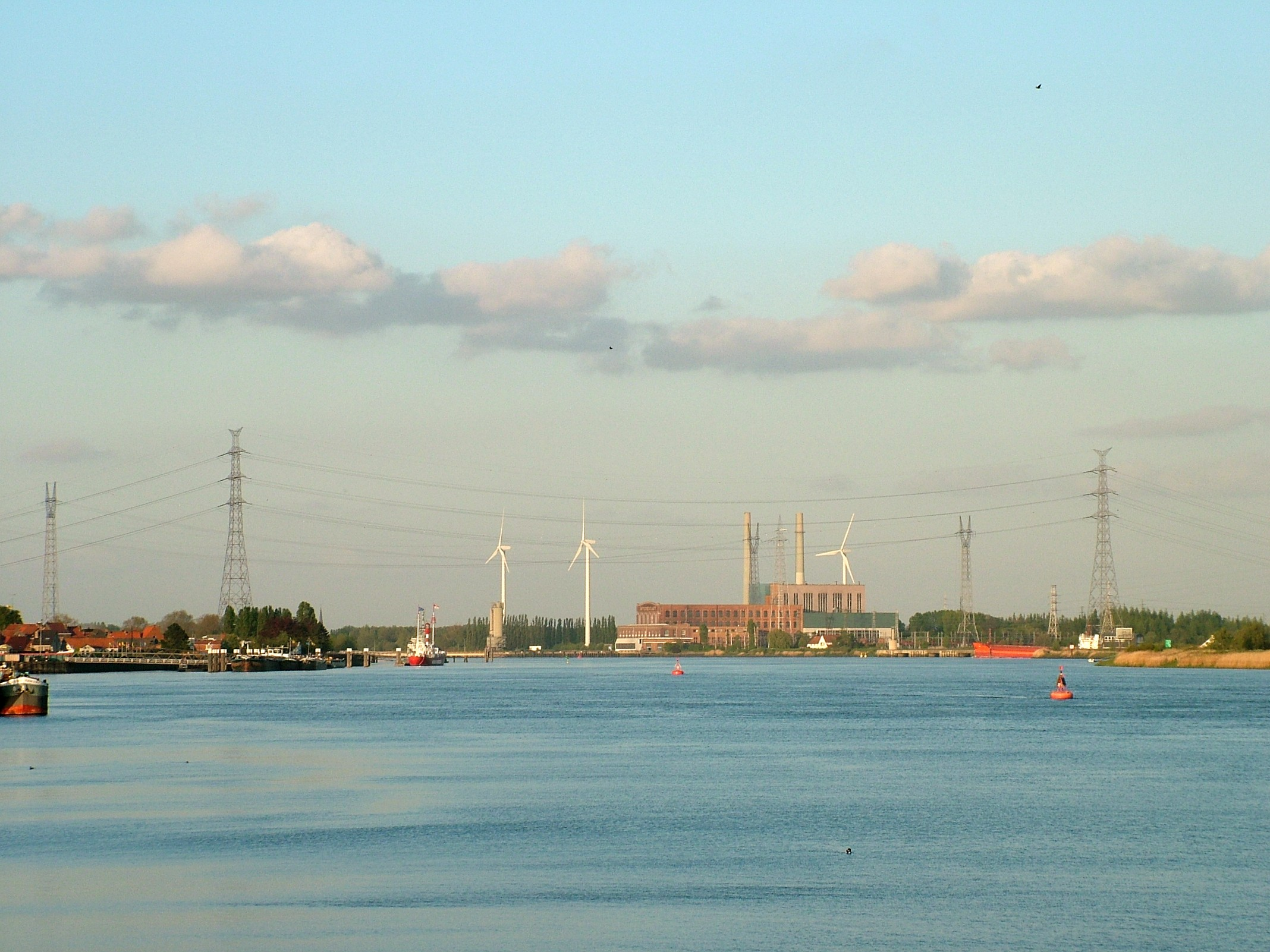
Zicht op de Schelde en de elektriciteitscentrale van Schelle

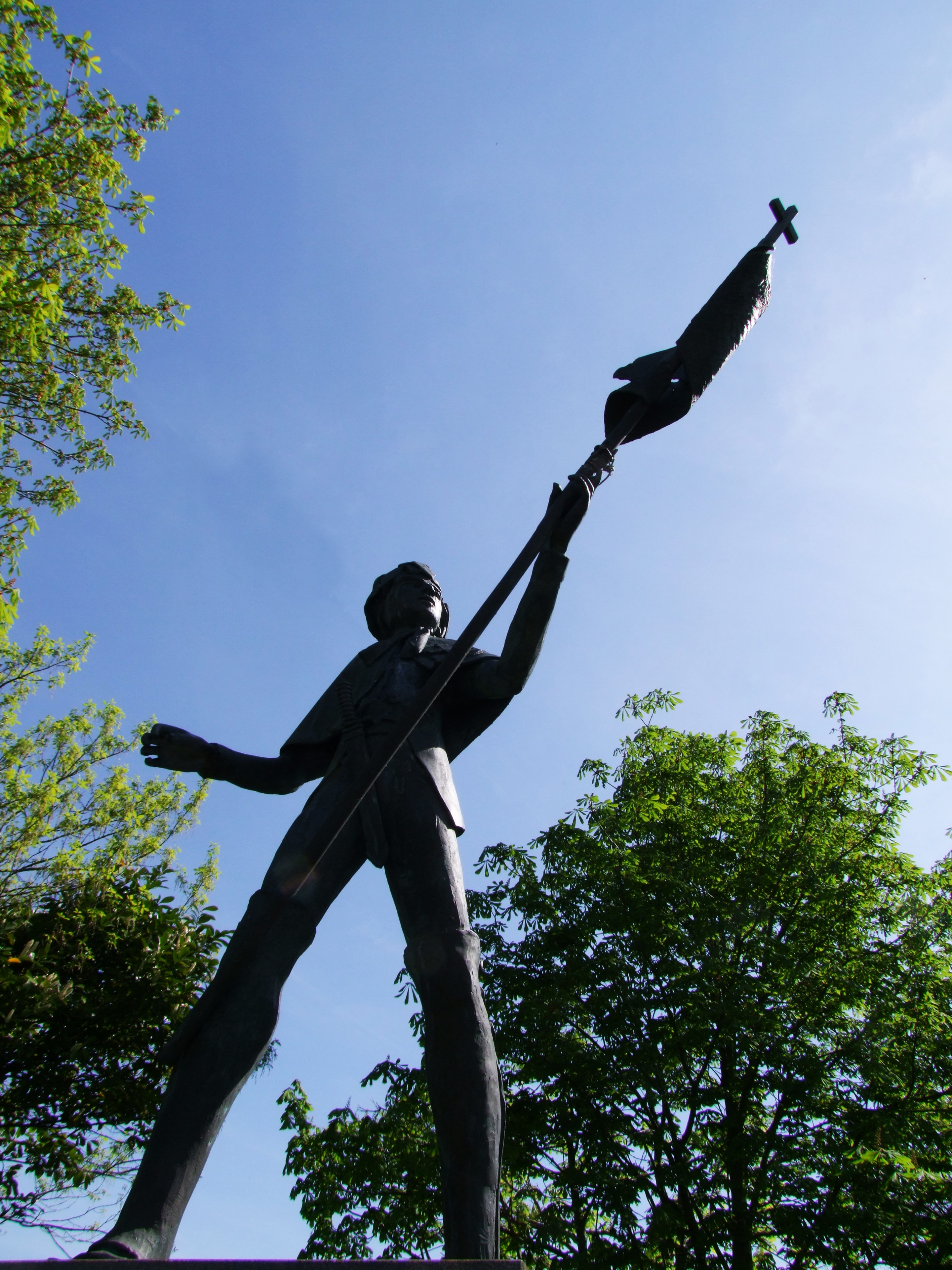
De Brigand, monument ter herdenking van de Boerenkrijg uit 1798 door Roger Pintens (1998)

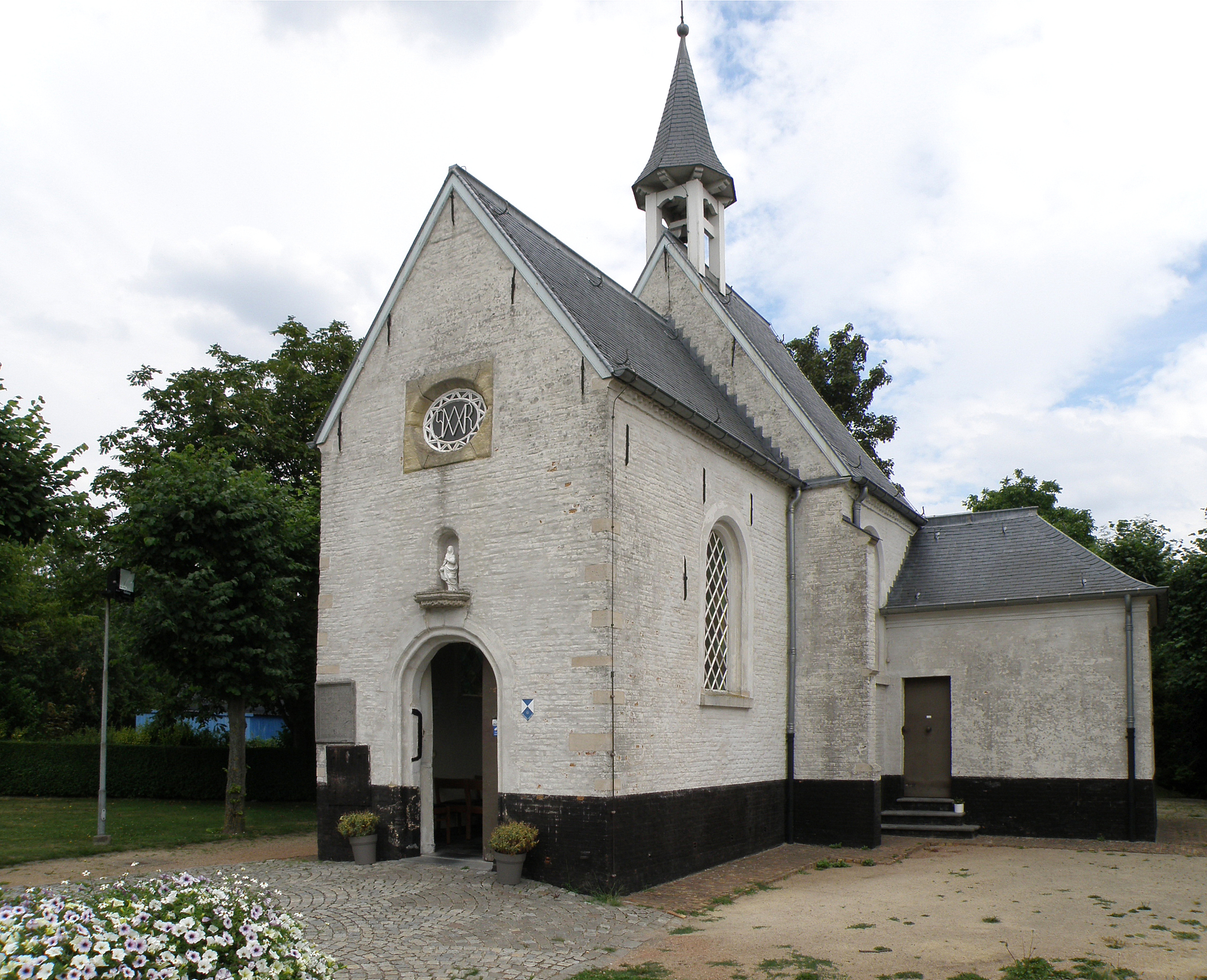
Kapel Onze-Lieve-Vrouw van Smarten of Laarkapel

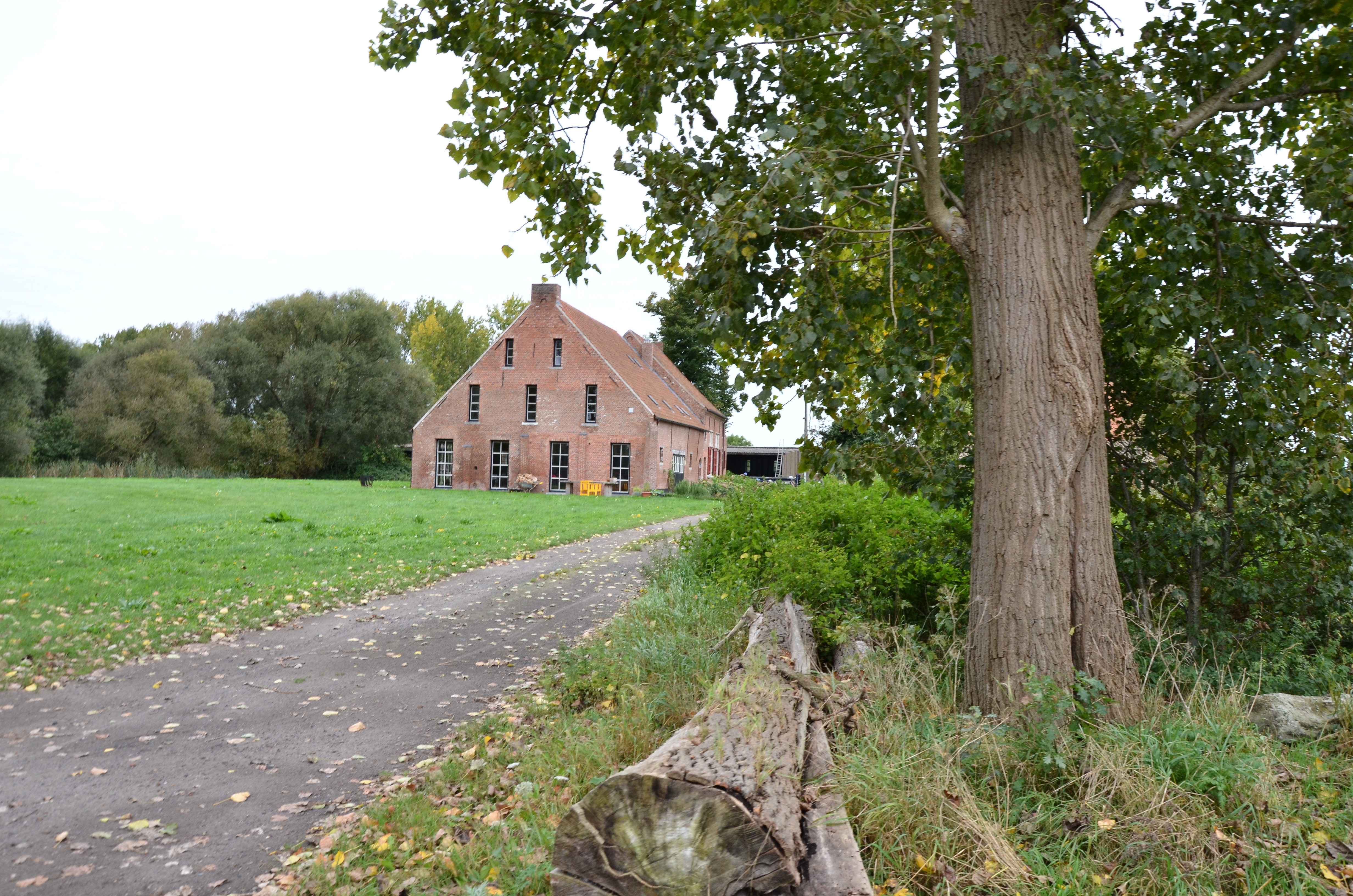
Jezuietenhof, hoeve

- De Sint-Petrus en Pauluskerk is de oudste van de Rupelstreek en wordt gekenmerkt door een gotisch achthoekig belfort met een slanke spits welke duidelijk overhelt, ook na de recente restauratie (gestart in 2000). Het gerestaureerde Van Peteghem-orgel is, net als het gotische koor en toren, wettelijk beschermd. Ook interessant is het schilderij "De marteling van Sint-Sebastiaan" dat wordt toegeschreven aan Antoon van Dyck (1599-1641). Nog zeer opmerkelijk is dat de spits meer dan 1 meter overhelt. Dit wordt door de Schellenaren sinds de restauratie elke drie jaar gevierd tijdens de "Schevetorenfeesten".[5] Ook de Kapel Onze-Lieve-Vrouw van Smarten is een typisch Schelse bezienswaardigheid. Het interieur van de kapel werd in 2017 volledig gerestaureerd waarbij de oorspronkelijke muurschilderingen werden blootgelegd.[6]
- De Onze-Lieve-Vrouw van Smartenkapel
- De toegangspoort van het voormalig kasteel Laarhof
- Het Museum Bystervelt, aan Peperstraat 48, is een klein heemkundig museum dat op afspraak te bezoeken is.
- Vanaf 1928 tot de jaren '70 kende scheepswerf Jacobs en Kinderen als nautisch knooppunt een grote bloei. Na haar faillietverklaring in 1982, werd de scheepswerf ontmanteld en afgebroken.[7] De historische site, waarvan enkel nog het staketsel van de kraan, kaaimuur en betonnen scheepshelling zijn overgebleven, werd in 2013 toeristisch heringericht.[8]

## Natuur en landschap
Schelle ligt aan de Schelde, direct ten oosten van de monding van de Rupel en aan de (zuidelijke) linkeroever van de Benedenvliet (Grote Struisbeek). De hoogte varieert van 4-21 meter.
Op de plaats waar de Vliet en Schelde elkaar ontmoeten, tref je onderaan de binnendijk ook nog een vervallen hoevebouwtje aan. Het maakte ooit deel uit van het Fort dat in 1577 als verdedigingspunt van de Sint-Bernardusabdij in Hemiksem werd gebouwd. De Benedenvliet is een belangrijk overwinteringsgebied voor watervogels, met bergeenden, wintertalingen, krakeenden, tafeleenden en kuifeenden als meest opvallende gasten. Tijdens de lente hoor je in de hogere begroeiing de zang van zwartkop, tuinfluiter, grasmus, merel en zanglijster. In de lagere vegetatie zijn het kleine karekieten en bosrietzangers die de aandacht trekken.
De Bovenvliet stroomt sterk meanderend door een VEN-natuurgebied, waarvan de oevers, het gewaardeerde decor vormen voor ecologisch verantwoorde recreatie en zachte weggebruikers. Het Landinrichtingsplan (LIP) Vlietvallei Hemiksem - Schelle fase 1 uit 2018 voorziet in maatregelen voor de aanleg van een fietspad en landschappelijke inpassing langs de Bovenvliet tussen de N148 en de Kleidaallaan.

## Demografie

### Demografische ontwikkeling
- Bronnen:NIS, Opm:1806 tot en met 1981=volkstellingen; 1990 en later= inwonertal op 1 januari

| Inwoners van jaar tot jaar op 1 januari 1992 tot heden | Inwoners van jaar tot jaar op 1 januari 1992 tot heden | Inwoners van jaar tot jaar op 1 januari 1992 tot heden |
| jaar                                                   | Aantal                                                 | Evolutie: 1992=index 100                               |
| ------------------------------------------------------ | ------------------------------------------------------ | ------------------------------------------------------ |
| 1992                                                   | 7.049                                                  | 100,0                                                  |
| 1993                                                   | 7.079                                                  | 100,4                                                  |
| 1994                                                   | 7.156                                                  | 101,5                                                  |
| 1995                                                   | 7.250                                                  | 102,9                                                  |
| 1996                                                   | 7.506                                                  | 106,5                                                  |
| 1997                                                   | 7.609                                                  | 107,9                                                  |
| 1998                                                   | 7.766                                                  | 110,2                                                  |
| 1999                                                   | 7.719                                                  | 109,5                                                  |
| 2000                                                   | 7.743                                                  | 109,8                                                  |
| 2001                                                   | 7.711                                                  | 109,4                                                  |
| 2002                                                   | 7.666                                                  | 108,8                                                  |
| 2003                                                   | 7.670                                                  | 108,8                                                  |
| 2004                                                   | 7.746                                                  | 109,9                                                  |
| 2005                                                   | 7.824                                                  | 111,0                                                  |
| 2006                                                   | 7.806                                                  | 110,7                                                  |
| 2007                                                   | 7.914                                                  | 112,3                                                  |
| 2008                                                   | 8.034                                                  | 114,0                                                  |
| 2009                                                   | 8.072                                                  | 114,5                                                  |
| 2010                                                   | 8.104                                                  | 115,0                                                  |
| 2011                                                   | 8.080                                                  | 114,6                                                  |
| 2012                                                   | 8.088                                                  | 114,7                                                  |
| 2013                                                   | 8.201                                                  | 116,3                                                  |
| 2014                                                   | 8.183                                                  | 116,1                                                  |
| 2015                                                   | 8.208                                                  | 116,4                                                  |
| 2016                                                   | 8.259                                                  | 117,2                                                  |
| 2017                                                   | 8.357                                                  | 118,6                                                  |
| 2018                                                   | 8.433                                                  | 119,6                                                  |
| 2019                                                   | 8.518                                                  | 120,8                                                  |
| 2020                                                   | 8.529                                                  | 121,0                                                  |
| 2021                                                   | 8.559                                                  | 121,4                                                  |
| 2022                                                   | 8.692                                                  | 123,3                                                  |
| 2023                                                   | 8.662                                                  | 122,9                                                  |
| 2024                                                   | 8.614                                                  | 122,2                                                  |
| 2025                                                   | 8.682                                                  | 123,2                                                  |

## Politiek

### Structuur
De gemeente Schelle ligt in het kieskanton Boom, het provinciedistrict Boom, het kiesarrondissement Antwerpen en ten slotte de kieskring Antwerpen.
| Schelle          | Schelle          | Supranationaal         | Nationaal                         | Nationaal           | Gemeenschap         | Gewest              | Provincie           | Arrondissement  | Provinciedistrict | Kanton          | Gemeente        |
| ---------------- | ---------------- | ---------------------- | --------------------------------- | ------------------- | ------------------- | ------------------- | ------------------- | --------------- | ----------------- | --------------- | --------------- |
| Administratief   | Niveau           | Europese Unie          | België                            | België              | Vlaanderen          | Vlaanderen          | Antwerpen           | Antwerpen       | Antwerpen         | Antwerpen       | Schelle         |
| Administratief   | Bestuur          | Europese Commissie     | Belgische regering                | Belgische regering  | Vlaamse regering    | Vlaamse regering    | Deputatie           | Deputatie       | Deputatie         | Deputatie       | Gemeentebestuur |
| Administratief   | Raad             | Europees Parlement     | Kamer van volksvertegenwoordigers | Vlaams Parlement    | Vlaams Parlement    | Vlaams Parlement    | Provincieraad       | Provincieraad   | Provincieraad     | Provincieraad   | Gemeenteraad    |
| Kiesomschrijving | Kiesomschrijving | Nederlands Kiescollege | Kieskring Antwerpen               | Kieskring Antwerpen | Kieskring Antwerpen | Kieskring Antwerpen | Kieskring Antwerpen | Antwerpen       | Boom              | Boom            | Schelle         |
| Verkiezing       | Verkiezing       | Europese               | Federale                          | Federale            | Vlaamse             | Vlaamse             | Provincieraads-     | Provincieraads- | Provincieraads-   | Provincieraads- | Gemeenteraads-  |

### Geschiedenis

#### (Voormalige) Burgemeesters
| Tijdspanne | Tijdspanne   | Burgemeester                      |
| ---------- | ------------ | --------------------------------- |
|            | 1815-1818    | Guilielmus-Michaël Quarteer       |
|            | 1818-1831    | P.-J. Schuerewegen                |
|            | 1831-1834    | J.-B.-J. Van Montenaeken          |
|            | 1834-1837    | Jan Mannekens-Van Lidth De Jeude  |
|            | 1837-1843    | Aug. Gosselin                     |
|            | 1843-1846    | August Vanderaey                  |
|            | 1847-1866    | Frans-Jozef Huybrechts-Van Nuffel |
|            | 1867-1887    | Casimirus Steenackers             |
|            | 1887-1919    | Armand Steenackers                |
|            | 1919-1921    | J. Van P(r?)uyssen                |
|            | 1921-1924    | Sylvain Schoesetters              |
|            | 1924-1941    | C. Steenackers                    |
|            | 1941-        | A. Fleurackers                    |
|            |              | De Ridder                         |
|            | 1953 - 1976  | Edward Wilssens                   |
|            | 1976 - 1989  | Marcel Mees (CVP)                 |
|            | 1989 - 1998  | Oscar Rillaerts (SP)              |
|            | 1998 - heden | Robert Mennes (CVP / CD&V)        |

#### Resultaten gemeenteraadsverkiezingen sinds 1976
| Partij of kartel     | Partij of kartel             | 10-10-1976 | 10-10-1976 | 10-10-1982 | 10-10-1982 | 9-10-1988 | 9-10-1988 | 9-10-1994 | 9-10-1994 | 8-10-2000 | 8-10-2000 | 8-10-2006 | 8-10-2006 | 14-10-2012 | 14-10-2012 | 14-10-2018 | 14-10-2018 | 13-10-2024 | 13-10-2024 |
| Stemmen / Zetels     | Stemmen / Zetels             | %          | 17         | %          | 19         | %         | 19        | %         | 19        | %         | 19        | %         | 19        | %          | 19         | %          | 19         | %          | 19         |
| -------------------- | ---------------------------- | ---------- | ---------- | ---------- | ---------- | --------- | --------- | --------- | --------- | --------- | --------- | --------- | --------- | ---------- | ---------- | ---------- | ---------- | ---------- | ---------- |
|                      | SP1/ sp.a2/ Vooruit3         | 26,531     | 5          | 20,861     | 4          | 17,811    | 3         | 20,351    | 4         | 14,961    | 3         | 13,872    | 2         | 6,432      | 0          | 5,62       | 0          | 10,73      | 1          |
|                      | Agalev1/ Groen!2/ Groen3     | -          |            | -          |            | -         |           | 8,421     | 1         | 8,931     | 1         | 7,532     | 0         | 9,593      | 1          | 10,33      | 2          | 11,53      | 2          |
|                      | CVP1/ CD&V+N-VAA/ CD&V2      | 50,251     | 10         | 42,191     | 9          | 38,721    | 9         | 37,51     | 9         | 47,751    | 11        | 47,54A    | 11        | 41,622     | 10         | 40,82      | 10         | 38,42      | 9          |
|                      | VU&ID1/ CD&V+N-VAA/ N-VA2    | -          |            | -          |            | -         |           | -         |           | 1,631     | 0         | 47,54A    | 11        | 25,762     | 6          | 22,52      | 5          | 26,02      | 5          |
|                      | PVV1/ VLD2/ Open Vld3        | 6,551      | 0          | 9,111      | 1          | 8,841     | 1         | 6,92      | 1         | 8,142     | 1         | 8,022     | 1         | 5,343      | 0          | 6,53       | 0          | -          |            |
|                      | Vlaams Blok1/ Vlaams Belang2 | -          |            | -          |            | -         |           | 14,261    | 3         | 18,591    | 3         | 23,042    | 5         | 11,252     | 2          | 11,22      | 2          | 13,32      | 2          |
|                      | GB                           | 16,67      | 2          | 27,85      | 5          | 27,38     | 6         | 9,36      | 1         | -         |           | -         |           | -          |            | -          |            | -          |            |
|                      | Anderen(*)                   | -          |            | -          |            | 7,25      | 0         | 3,21      | 0         | -         |           | -         |           | -          |            | 3,1        | 0          | -          |            |
| Totaal stemmen       | Totaal stemmen               | 4738       | 4738       | 5068       | 5068       | 5082      | 5082      | 5248      | 5248      | 5449      | 5449      | 5745      | 5745      | 5730       | 5730       | 6149       | 6149       | 4351       | 4351       |
| Opkomst %            | Opkomst %                    |            |            |            |            | 95,2      | 95,2      | 93,38     | 93,38     | 92,32     | 92,32     | 94,27     | 94,27     | 90,39      | 90,39      | 93,2       | 93,2       | 65,6       | 65,6       |
| Blanco en ongeldig % | Blanco en ongeldig %         | 3,27       | 3,27       | 3,14       | 3,14       | 3,64      | 3,64      | 4,97      | 4,97      | 4,22      | 4,22      | 3,60      | 3,60      | 2,30       | 2,30       | 2,5        | 2,5        | 0,6        | 0,6        |

De rode cijfers naast de gegevens duiden aan onder welke naam de partijen telkens bij een verkiezing opkwamen.

Het aantal zetels van de gevormde meerderheid wordt in het vet weergegeven. De grootste partij is in kleur.

(*) 1988: VLS (7,25%) / 1994: VS (3,21%) / 2018: Schelse BurgerPartij (3,1%)

## Cultuur

### Prijzen en titels
- 2006: Erewimpel - voor haar maatregelen voor de zwakke weggebruikers van de Voetgangersbeweging.[17]
- 2006: Fair-Trade Gemeente[bron?]
- 2008: "Zonnedorp van 2008"[18]

## Religie en levensbeschouwing
De gemeente wordt onderverdeeld in twee Rooms-katholieke parochies, met name de Sint-Petrus en Paulusparochie en de parochie van de Heilige Familie. Ze maken deel uit van de pastorale eenheid Sint-Bernardus, deel van het dekenaat Antwerpen-Zuid in het Vicariaat Antwerpen van het Bisdom Antwerpen. Tot 2015 maakte Schelle deel uit van de federatie Niel-Schelle-Hemiksem die op haar beurt deel uitmaakte van het dekenaat Rupel-Nete. Tot 1837 behoorden de Schellese parochies tot de dekenij Kontich en daaraan voorafgaand tot de dekenij Lier. 
In 2011 opende er ook een islamitisch gebedshuis onder beheer van de vzw Tawfieq.

## Mobiliteit
In de gemeente bevindt zich het station Schelle aan spoorlijn 52 tussen Antwerpen en Puurs. Het station was gesloten tussen 1984 en 2004. In dat jaar, op 12 december, werd het weer opengesteld voor publiek. Daarnaast kan men sinds 2017 ook gebruik maken van De Waterbus, waar men kan afstappen in Kruibeke, Antwerpen Steenplein, Sint-Annastrand Linkeroever, Zwijndrecht, Kallosluis, Liefkenshoek en Lillo. Ook is er de mogelijkheid om met de veerboot over de Rupel naar Wintam en Rupelmonde te varen.

## Onderwijs

### Kleuter- en Lager Onderwijs
- Gemeentelijke Basisschool 'De Klim'
- Sint-Lutgardisschool

## Sport
- Schelle is een belangrijke plaats in het driebanden: Frédéric Caudron komt uit voor de plaatselijke club die speelt in het café van Eddy Merckx.

## Bekende Schellenaren
- Raymond Steenackers (1851 - 1904), politicus en ondernemer
- Nestor Gerard (1897 - 1996), fotograaf
- Hugo Coveliers (1947), politicus
- Marijke Dillen, politica
- Steven Boen, acteur
- Lotte Kopecky, wielrennster
- Robert Mennes, burgemeester

### Fictieve figuren
- Magda van Damme, een personage uit het Vlaamse radioprogramma Het Leugenpaleis
- Lange Wapper, zou volgens de stripverhalen van Frituur Bieke de kerktoren scheef geduwd hebben[19]

## Trivia
- In de Nederlandse gemeente Zwolle ligt een buurtschap met een identieke naam: Schelle.